# Hannibal Marie Di Francia
Hannibal Marie Di Francia (Messine, 5 juillet 1851 - Messine, 1er juin 1927) est un prêtre catholique italien. Il s'investit beaucoup pour la jeunesse défavorisée, pour laquelle il fonda des orphelinats, des patronages et la congrégation des Filles du Divin Zèle. Il créa aussi les Rogationistes du Cœur de Jésus, destinées à prier pour les vocations sacerdotales. Vénéré comme saint par l'Église catholique, il est fêté le 1er juin.

## Biographie
Descendant de la famille française d'Anjou, il est le troisième enfant du chevalier Francesco, marquis de Santa Caterina dello Ionio, et d’Anna Toscano. Son père meurt alors qu'il est âgé de quinze mois.
Après les études du séminaire, il est ordonné prêtre le 16 mars 1878.
Jeune prêtre, il reçoit l'accord de son évêque pour servir les pauvres gens du quartier Avignone de la banlieue de Messine qui vivent comme dans une sorte de « ghetto » de pauvreté.
En 1882, il fonde des orphelinats qu'il appelle antoniani (sous la protection de saint Antoine de Padoue). Devant l'immensité de la tâche à accomplir, il sent le besoin de vocations pour servir l'Église, y compris de laïcs.
Dans cette optique, il fonde deux nouvelles familles religieuses : en 1887, la congrégation des Filles du Divin Zèle et, en 1897, celle des Rogationistes. Ce nom fait allusion à une intuition qu'il a eue dès son enfance : pour avoir des aides, il faut les demander au Seigneur : « Rogate ergo dominum messis », « Priez donc le maître de la moisson d’envoyer des ouvriers pour sa moisson » (Mt 9,38). Les deux instituts sont approuvés canoniquement le 6 août 1926.
Apprenant la présence de la voyante de la Salette Mélanie Calvat dans le sud de l'Italie, il lui confie en 1897-1898 la direction d'un orphelinat qu'il avait fondé à Messine. Mélanie, critique sur ses méthodes de gouvernance, écrit néanmoins : « C'est un saint et un profond savant, pur comme un ange, doux comme un agneau ». Le chanoine di Francia prononcera en 1905 l'oraison funèbre de Mélanie Calvat, puis en 1920 un discours pour l'élévation de son tombeau à Altamura.
Fort de son intuition sur la prière pour les vocations, il institue la Sainte Alliance pour le clergé et la Pieuse Union de la Rogation évangélique pour tous les fidèles.
L'archevêque de Messine lui fait la confiance de lui confier la formation spirituelle des séminaristes.

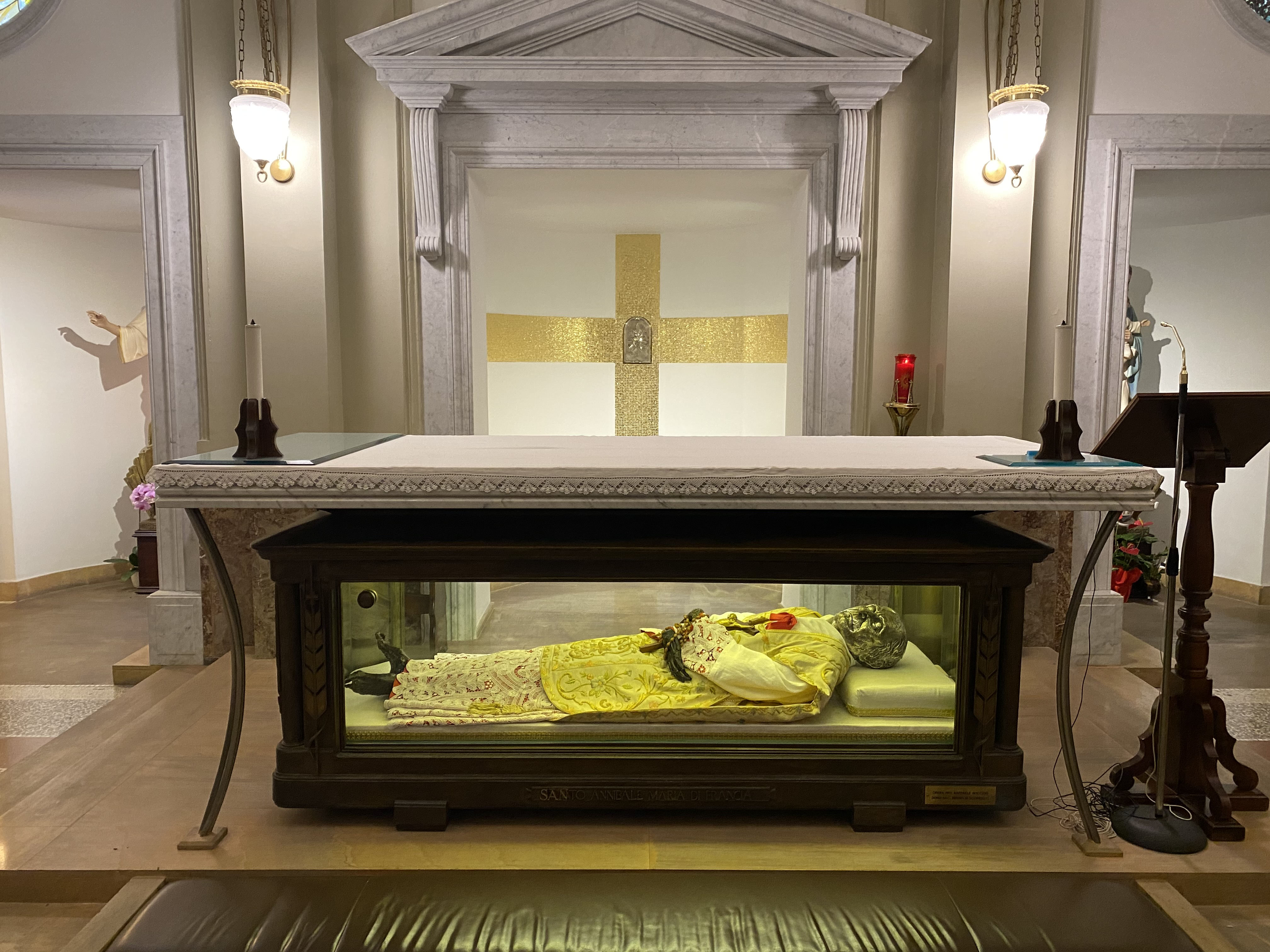
Le corps de saint Hannibal Marie Di Francia à la basilique Saint-Antoine-de-Padoue à Messine.

Il meurt le 1er juin 1927, à Messine. Il est enterré dans l'église de la Rogation évangélique, qu'il avait lui-même voulue et qui est précisément dédiée à la prière pour les vocations.
Son corps repose désormais dans la crypte de l'église qui est devenue la basilique Saint-Antoine-de-Padoue de Messine (it), où, en 1990, il a été reconnu préservé des dégradations du temps. L'église, devenue sanctuaire, est aujourd'hui reliée à un bâtiment voisin qui abrite l'Institut Antonien qui s'occupe de l'éducation et de l'hébergement des mineurs défavorisés.

## Les congrégations
Les congrégations religieuses qu'il a fondées sont aujourd'hui présentes sur les cinq continents, avec pour objectifs la prière pour les vocations, ainsi que l'assistance aux enfants et aux jeunes nécessiteux et malentendants, la santé, la vieillesse, les filles-mères, les écoles, et la formation professionnelle.

## Béatification et canonisation
- Le 7 octobre 1990, saint Jean-Paul II a proclamé bienheureux le Père Annibale Maria Di Francia.

- Le 16 mai 2004, il l'a canonisé.

## Sources
- (it) Cet article est partiellement ou en totalité issu de l’article de Wikipédia en italien intitulé « Annibale Maria Di Francia » (voir la liste des auteurs).